# Horní Slavkov (nádraží)
Horní Slavkov (německy Schlaggenwald) je někdejší železniční stanice v severní části města Horní Slavkov v okrese Sokolov v Karlovarském kraji ležící nedaleko řeky Ohře. Leží na neelektrizované jednokolejné trati Nové Sedlo u Lokte – Krásný Jez. Ve městě se dále nacházela železniční zastávka Horní Slavkov zastávka, od roku 2013 obsluhuje město zastávka Horní Slavkov-Kounice.  

## Historie
19. září 1870 byla zbudována staniční budova v Novém Sedle u Lokte (pod tehdejším názvem Loket) v rámci budování trati z Chomutova do Chebu podél řeky Ohře, čímž došlo k napojení dalších hnědouhelných důlních oblastí, včetně těch v sokolovské pánvi. Výstavbu a provoz trati financovala a provozovala soukromá společnost Buštěhradská dráha.
Stanice v Horním Slavkově byla otevřena 7. prosince 1901 společností Eisenbahn Schönwehr-Elbogen, česky Místní dráha Schönwehr-Loket (Schönwehr je německý název dnešního Krásného Jezu) v rámci budování železničního spojení z Krásného Jezu, kudy bylo možné od roku 1898 pokračovat v severním směru na Karlovy Vary či v jižním na Mariánské Lázně. Provoz na trati zajišťovaly od zahájení Císařsko-královské státní dráhy (kkStB), po roce 1918 Československé státní dráhy (ČSD), místní dráha byla zestátněna roku 1925. V letech 1938–1945 se stanice nacházela na území Německé říše a provozovatelem dráhy byly Německé říšské dráhy (DR).

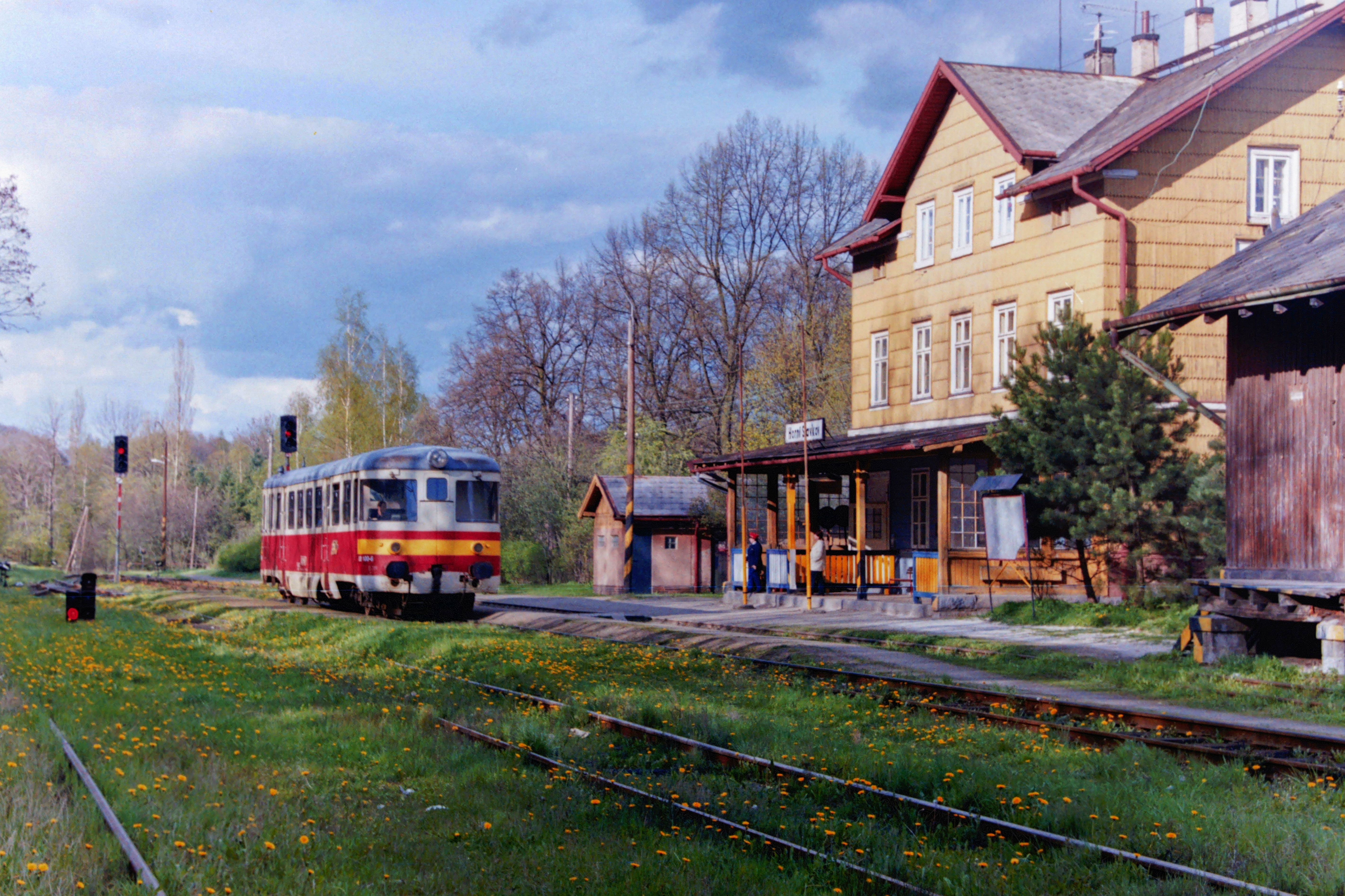
Stanice v roce 1997

Provoz na trati byl zastaven 31. května 1997, trať ani stanice není oficiálně zrušena.

## Popis
Nacházela se zde dvě jednostranná nekrytá nástupiště, k příchodu na nástupiště sloužily přechody přes koleje.